# 三毛猫ホームズの狂死曲
『三毛猫ホームズの狂死曲』（みけねこホームズのラプソディ）は、日本の小説家赤川次郎によって1981年に発表された三毛猫ホームズシリーズの長編推理小説である。

## あらすじ
あるバイオリン・コンクールに出場する桜井マリのもとに脅迫電話がかかってきた。命が惜しければ、演奏をミスしろ、というのである。ところがその脅迫電話を、片山義太郎の妹・晴美がうけてしまった。最終選考に出場する7人は、東京郊外の屋敷で一週間缶詰になる予定だったので、彼らの警備のために片山義太郎が同行することになった。無事にコンクールの日を迎えられるように祈る片山だが、それもむなしく事件は次々と起こる…。

## 主な登場人物
- 片山義太郎 - 捜査一課のダメ刑事
- 片山晴美 - 義太郎の妹
- ホームズ - 三毛猫。ピアノも弾けるらしい
- 朝倉宗和 - 有名な指揮者。後の作品（「三毛猫ホームズの名演奏」（短編集『三毛猫ホームズのびっくり箱』収録の短編）や「三毛猫ホームズのプリマドンナ」（短編集『三毛猫ホームズのプリマドンナ』収録の短編））にもたびたび登場する

)

## 書誌情報
- 『三毛猫ホームズの狂死曲』（光文社カッパノベルス、1981年06月30日） ISBN 4-334-02435-1
- 『三毛猫ホームズの狂死曲』（光文社光文社文庫、1985年01月20日） ISBN 4-334-70090-X
- 『三毛猫ホームズの狂死曲』（角川書店角川文庫、1985年11月25日） ISBN 4-04-149784-1
- 『三毛猫ホームズの狂死曲 新装版』（光文社光文社文庫、2016年08月9日） ISBN 978-4-334-77334-2